# 陽のあたる家〜生活保護に支えられて〜
『陽のあたる家〜生活保護に支えられて〜』（ひのあたるいえ せいかつほごにささえられて）は、さいきまこによる日本の漫画。『フォアミセス』（秋田書店）において、2013年（平成25年）8月号から同年10月号まで連載された。全3話。
現代日本を舞台とした既婚女性向け漫画。生活保護をテーマとし、平凡な家庭が些細なきっかけで生活苦へと陥り、生活保護の道を選択する過程を通じ、何気ない生活に潜んでいる落とし穴の恐ろしさ、家族の葛藤や支える人々、周りの人々の偏見など、生活保護をめぐる諸問題を描く。同2013年末に発行された単行本には「マンガでわかる生活保護」と副題が添えられ、書き下ろしによるスピンオフ作品として、ホームレス支援をテーマとした『屋根のない家』が収録された。

## あらすじ
主人公の沢田は夫と2児に囲まれ、ささやかな幸せと共に生きている。しかし夫が急病で失業し、次第に家計が圧迫される。沢田はパート、夫の看護、家事と身を粉にして働くが、家計の圧迫は日常生活に支障をきたすほどになり、やがて自身も過労で倒れる。
沢田はパート先の同僚の勧めにより、恥じつつも生活保護を申請を決心する。福祉団体の助力もあって、申請は受理される。穏やかな生活が戻ったのも束の間、沢田たちは生活保護に無理解な人々の偏見と好奇の視線を浴びる。子供たちも学校に噂が広まり、嘲笑やいじめの標的となる。一家は精神的に追い詰められつつも、必死に生きてゆく。
そして学校でスピーチコンテストが行なわれ、娘の美羽は周囲の無理強いで出場者となる。美羽は壇上で野次を浴びつつも、生活保護の意義を強く語る。生徒たちの誤解は解け、美羽は優勝を飾る。沢田が、心無い人々の視線が柔らかな目に変わり、人々が互いの想いを理解し合えることを願いつつ、物語は終わる。

## 登場人物
沢田 夏都（さわだ）
主人公。パート主婦。夫が急病で失業後、パートを掛け持ちして多忙な日々を送るが、自身も倒れる。家族を死なせたくないとの必死の思いで、生活保護の申請を決心する。フルネームの読み仮名は作中に未記載。
沢田 伸樹（さわだ のぶき）
沢田の夫。不規則な勤務、日常的な残業や休日出勤の末、急病に倒れる。完治の目途が立たず、復職できない日々を送る。
沢田 美羽（さわだ みう）
沢田の娘で、中学2年生。家の困窮により部活を断念し、級友たちから嘲笑を浴びるが、スピーチコンテストで生活保護の意義を熱弁し、優勝する。スピンオフ作品『屋根のない家』では、暁生を通じてホームレスの実態を知り、彼と共にホームレス支援を始める。
沢田 大樹（さわだ たいき）
沢田の息子で、小学5年生。美羽同様に学校で嘲笑やいじめの的となり、家族に八つ当たりしつつも、両親の支えで必死に生き抜く。
花房（はなぶさ）
沢田のパート先の同僚で、シングルマザー。かつて夫にDVを受けており、夫から逃れると共に生活保護で暮していた経緯から、沢田に助力する。
花房 暁生（はなぶさ あきお）
花房の息子で、NPO法人「困窮サポート」の一員。生活保護を始めとする貧困問題に詳しく、沢田たちの力強い味方となる。
ルカ
美羽の学校での親友。孤立気味になる美羽を気遣う。スピーチコンテストでは生徒たちの野次の中、美羽の名を呼んで彼女を励ます。
ルカの母
シングルマザー。沢田の生活保護を知って一度は反感を覚えるものの、後に一生懸命に生きる沢田家の事情を知り、理解を示す。

## 作風とテーマ
生活保護制度を正しく伝えることと、生活保護に対する非難は理不尽であること、本作の主人公に起きたことは誰の身にも起こり得る、ということを伝えることを目的とした作品である。
困窮によって子供の人間関係まで壊れてしまったり、やっと生活保護の受給を決心して自治体の窓口を訪ねても申請を拒まれたり、子供のアルバイト代の申告を忘れても不正受給とみなされるといった現実が、作品中に織り込まれている。
いつ誰が生活保護を受けてもおかしくない現実、受給への葛藤や周囲の冷たい視線なども、丁寧に描かれている。

## 制作背景
作者のさいきまこは本作以前、漫画家としてさほどヒット作には恵まれておらず、経済的な不安感から、2012年（平成24年）頃に生活保護に関心を持った。同年に、芸能人が生活保護を受けている母親への扶養義務を果たしていないと批判された「芸能人親族生活保護受給騒動」が生じ、「なぜ、生活保護の意義や利用者の実態を知ろうとせずに責め立てるのか」「マスコミが生活保護の知識について無理解なままで不正受給を執拗に攻め立てている」「批判が続くままで自分が生活保護を受ければ、自分の子供が批判される」と感じたことから、その誤解や偏見を解くべく、生活保護を漫画で表現することを考えた。また生活保護が他人事で無くなってきた2012年末頃に、友人から「自分も生活保護をもらって、公営住宅で暮らしたい」と言われ、その言葉の意味が「受給者は楽な生活をしている」と感じられたことから、生活保護の実際を漫画で伝えたいと思ったことも背景にあった。
企画当初は、芸能人親族生活保護受給騒動から1年も経っておらず、「生活保護」という言葉を出しただけで嫌悪する人が多かったため、出版社である秋田書店からは当初「売れないから本にはならない」と告げられており、漫画の編集担当者からも難色を示されていた。しかし最終的には周囲の理解を得ることができ、制作に至った。
芸能人親族生活保護受給騒動では「働くことができるのに、働きもしないで生活保護を受けている」との批判が非常に多く、労働や年金の受給で収入があれば生活保護を利用できないとの誤解が多かったことから、生活保護の四原理の一つである「補足性の原理」を伝えることを、最大の目的とした。さいきは制作にあたって、生活保護者の支援団体を訪ね、生活に困窮する人や支援者らを取材した。単なる取材では傍観者になりがちであり、実際に困窮している人と行動を共にして目線を同じにしないと困窮者の真の姿が見えないと考えられたことから、生活保護受給者らの自立支援を行うNPO法人の自立生活サポートセンター・もやいにボランティア登録をして、困窮者の生活相談に立ち会ったり、生活保護の申請同行なども体験して、生活保護制度を勉強した。
なお作中では沢田が生活保護の申請を断られ、暁生が申請権を主張したことで申請が受理される場面があるが、単行本出版準備中の2013年11月時点で、生活保護法改正法案などの可決の見通しにより、実際には生活保護申請が困難になる可能性がある旨が、単行本の後書きに書き添えられている。

## 社会的評価
生活保護問題対策全国会議の事務局長であり、本作の監修も務めた弁護士の小久保哲郎は「表現する手段のある人が正確な事実を伝えることは意義がある。生活に困った時に使う制度という正しい認識が広まれば」「生活保護を正面からテーマにした作品はおそらく初めて。生活保護などけしからん、と思う方こそ、ぜひ読んでほしい」と呼び掛けた。
漫画の取材に協力した市民活動家の稲葉剛も「役所の窓口で申請を受け付けてもらえない『水際作戦』に遭ったり、受給してから後ろ指を指されたり」「当事者がどういう気持ちでいるかよく描かれている」「生活保護制度の基礎知識や生活保護バッシングの問題点などをわかりやすく描いています」と評価した。
作家の浅尾大輔は、最終回のクライマックスにおいて、主人公の長女が生活保護の無理解な人々から野次を浴びて、失語に陥りつつも生活保護の意義を熱弁する場面を白眉としており、生活保護の非難への反論こそを、作者であるさいきまこの描きたかったことと捉えている。
貧困や社会保障に関心を持つフリーの著述家みわよしこは、女性向け漫画の絵柄があまり好きではないにも関わらず、作品の説得力と迫力に度肝を抜かれて、物語の展開のテンポの良さと現実感に引き込まれたといい、本作を「日本で生活保護を正面から主題とした初の作品」と呼んでいる。
読者からは、連載中から「ひとごととは思えない」「身につまされた」などと大きな反響が寄せられ、単行本化に至った。「フォアミセス」編集部によると、嫁姑や家族関係を巡る作品が多い同誌にあって、異例ともいえる100通以上の感想が寄せられたという（2013年12月時点）。内容は「自分もいつこうなるか分からない。身につまされた」「ウチはいま問題ないけど、いつ困窮して生活保護が必要になるか知れないと分かった」「不正受給が大半というイメージが変わった」といった内容が目立ったといい、他にも「申請までの大変さ、申請後の大変さ、心の痛み、子どもの思いが伝わった」「制度を誤解していた」「小さいころ生活保護に支えられていた。身に染みた。とても痛かった」などの感想も寄せられた。
2014年（平成26年）には信濃毎日新聞の書評委員らが選んだ「14年の1冊」に、2015年（平成27年）7月には朝日新聞で「論壇委員が選ぶ今月の3点」の1冊に選ばれた。
その一方では、本作を読まずに批判する読者も多く、「私が知っている生活保護受給者は、こんなに心がまっすぐじゃない」といった反応もあった。インターネット上では「どうしても救われなくちゃいけない人はいるけど、そうじゃない、どうしようもない人もいるだろう」といった否定的なコメントも多かった。

## 書誌情報
- さいきまこ 『陽のあたる家〜生活保護に支えられて〜』 秋田書店、全1巻
  1. 2013年12月30日発行（2013年12月16日発売[27]）、ISBN 978-4-253-10154-7